# Bolivien-Paramomaus
Die Bolivien-Paramomaus (Thomasomys oreas) ist ein im westlichen Südamerika verbreitetes Nagetier in der Gattung der Paramo-Mäuse. Das Typusexemplar stammt aus dem Departamento La Paz in Bolivien.

## Merkmale
Das Nagetier ist mit einer Kopf-Rumpf-Länge von 90 bis 108 mm, einer Schwanzlänge von etwa 135 mm, mit 23 bis 25 mm langen Hinterfüßen und mit etwa 19 mm langen Ohren ein kleiner Gattungsvertreter. Kennzeichnend ist langes und weiches Fell auf der Oberseite, das leicht rotbraun bis braun ist. An den Wangen und an den Flanken ist das Fell intensiver gefärbt. Die Bolivien-Paramomaus hat dunkle Augenringe und schwarzbraune Ohren. Unterseits ist gelbbraunes Fell mit rosa Tönen vorhanden. Die Art hat einen wenig behaarten Schwanz, der oberseits braun und unterseits grau ist. An der Spitze gibt es keine Quaste. Die Füße sind oberseits mittig braun.

## Verbreitung und Lebensweise
Das Tier lebt an den östlichen Hängen der Anden in Peru und bis zum zentralen Bolivien. Es hält sich zwischen 2450 und 3650 Meter Höhe auf. Als Habitat dienen die Hochlandsteppe Páramo, Wälder mit Zwergbäumen sowie Wolken- und Nebelwälder.
Die Bolivien-Paramomaus bewegt sich auf dem Grund und klettert in Bäumen. Sie frisst Pflanzensamen und Gliedertiere.

## Gefährdung
Die Umwandlung der Bergwälder in Ackerflächen wirkt sich negativ aus. Im Verbreitungsgebiet wurden verschiedene Schutzzonen eingerichtet. Die IUCN listet die Art aufgrund einer vermutet großen Gesamtpopulation als nicht gefährdet (least concern).